# Reginald Kernan
Reginald Kernan est un acteur américain né le 24 octobre 1914 à Savannah (Géorgie), et mort le 17 avril 1983 dans le 17e arrondissement de Paris. Il a fait la majorité de sa carrière dans des films européens.

## Filmographie
- 1961 : Les Mauvais Coups  de François Leterrier
- 1961 : Ave Maria (Pecado de amor) de Luis César Amadori
- 1962 : L'Île des amours interdites (L'isola di Arturo) de Damiano Damiani
- 1964 : Cent Mille Dollars au soleil d'Henri Verneuil